# Abigail (Har Chevron)
Abigail též Avigail (hebrejsky: אֲבִיגַיִל, podle biblické postavy "Abígajily" - například 2. kniha Samuelova 3,3) je malá izraelská osada a vesnice typu společná osada (jišuv kehilati) na Západním břehu Jordánu v distriktu Judea a Samaří a v Oblastní radě Har Chevron.
Nachází se v nadmořské výšce cca 830 metrů v jihovýchodní části Judska a Judských hor respektive na pomezí jižní části Judských hor, která je nazývána Hebronské hory (Har Chevron), Judské pouště a Negevské pouště. Abigail leží cca 14 kilometrů jihojihovýchodně od centra Hebronu, cca 42 kilometrů jihojihozápadně od historického jádra Jeruzalému a cca 82 kilometrů jihovýchodně od centra Tel Avivu. Na dopravní síť Západního břehu Jordánu je napojen pomocí lokální silnice číslo 317, která propojuje jednotlivé izraelské osady v nejjižnější části Západního břehu. Abigail leží cca 5 kilometrů za Zelenou linií oddělující Západní břeh Jordánu od Izraele v jeho mezinárodně uznávaných hranicích. Východním a jižním směrem se rozkládá prakticky neosídlená pouštní krajina (kromě rozptýlených osad polokočovných Beduínů) s několika menšími izraelskými sídly (Bejt Jatir, Ma'on nebo Karmel), na severu a západě palestinské vesnice jako al-Karmil nebo Ma'in.

## Dějiny
Abigail leží na Západním břehu Jordánu, jehož osidlování bylo zahájeno Izraelem po jeho dobytí izraelskou armádou, tedy po roce 1967. Abigail vznikla jako satelitní odnož stávající osady Ma'on, která leží cca 3 kilometry severovýchodním směrem. Vesnice byla založena během Druhé intifády, 26. září 2001. Skupina aktivistů z Ma'on se tehdy během svátku Jom kipur usadila na tomto místě. Šlo o mladé absolventy základní vojenské služby, kteří se rozhodli obsadit tento vyvýšený pahorek na půl cesty mezi vesnicemi Ma'on a Susja a posílit tak řetězec izraelských sídel v jihovýchodní části Judska. Jako první stavba byla na místo dovezena cisterna na vodu. Po dobu dvou let byla pak další výstavba osady pozastavena rozhodnutím izraelského Nejvyššího soudu. V tomto období zde žilo v provizorních podmínkách jen šest lidí. V roce 2005 byla dokončena výstavba synagogy. Vesnice byla napojena na zásobování vodou. Dodávka elektřiny je ale stále závislá na generátoru.
Vládní zpráva z doby okolo roku 2006 zde uvádí devět rodin a čtyři další jednotlivce, kteří žili v jedenácti mobilních karavanech (jeden z nich byl využíván vojáky). Obyvatelé ze zčásti zabývají zemědělstvím, zčásti dojíždějí za prací do okolních osad.
Abigail je stále jen neoficiální osadou, neuznávanou izraelskou vládou. Fakticky ovšem jde o nezávislou komunitu, se samostatným zastoupením v Oblastní radě Har Chevron. Počátkem 21. století nebyl Abigail kvůli své poloze hlouběji ve vnitrozemí Západního břehu Jordánu stejně jako většina sídel v Oblastní radě Har Chevron zahrnut do Izraelské bezpečnostní bariéry. Dle stavu z roku 2008 již byl přilehlý úsek bariéry částečně zbudován. Probíhá víceméně podél Zelené linie. Budoucí existence vesnice závisí na parametrech případné mírové dohody mezi Izraelem a Palestinci.

## Demografie
Obyvatelstvo obce je popisováno jako nábožensky založené. Jedná se o malé sídlo. Přesné údaje o počtu obyvatel nejsou k dispozici, protože oficiálně Abigail jako samostatná obec neexistuje a zdejší lidé jsou považováni za obyvatele vesnice Ma'on. Organizace Peace Now tu k roku 2007 odhaduje počet obyvatel na 28.